# PISA
Projekt PISA (zkratka pro Programme for International Student Assessment) je mezinárodní výzkum pořádaný Organizací pro hospodářskou spolupráci a rozvoj. Šetření se poprvé uskutečnilo v roce 2000. Je prováděno každé tři roky s tím, že každá iterace pokládá větší důraz na jednu ze zvolených oblastí. Jeho cílem je zjišťování úrovně v rámci čtenářské a matematické gramotnosti i přírodovědné vzdělanosti mezi žáky ve věku 15 let. Na základě těchto údajů panuje snaha zachytit míru, do jaké si v rozdílných zemích světa žáci u konce povinné školní docházky osvojili patřičné schopnosti pro zapojení do společnosti. Prostřednictvím vyplynulých výsledků se snaží tvůrci vzdělávacích politik zachytit klady a zápory jednotlivých vzdělávacích systémů a zlepšit je. Jednou ze stěžejních charakteristik, která projekt PISA odlišuje od dříve prováděných výzkumů, je jeho zaměření na znalosti využitelné v pracovním, osobním či občanském životě. Všechna předchozí mezinárodní šetření se hlavně zabývala tím, jak jsou žáci schopni zvládat školní učivo. V České republice je výzkum pořádán prostřednictvím České školní inspekce.

## Příprava
Zprostředkování celého šetření je poměrně náročný úkon. Například přípravy pro realizaci cyklu pro rok 2018 započaly již v roce 2015. V tento čas byly tvořeny první koncepce a návrhy. V následujících dvou letech proběhla nejen korektura koncepčního rámce, ale rovněž byly úlohy upravovány do vhodných forem. Zároveň začal proces tvorby patřičných manuálů, scénářů a formulářů. V březnu a dubnu 2017 proběhlo pilotní šetření na vybraných školách, jehož výsledky byly v následujících měsících využity k finalizování metodologie pro hladký průběh hlavního výzkumu. 

## Participace
Participace na výzkumu meziročně roste. Při jeho prvním provedení se zúčastnilo přes 250 000 studentů z 28 zemí OECD a 4 nečlenských zemí (Rusko, Litva, Brazílie, Lichtenštejnsko). Postupně se začaly další přidávat. V České republice  se podílelo zhruba 10 000 studentů napříč 250 školami. V roce 2012 účast již dosahovala více než 500 000 žáků v rámci 65 členských i nečlenských zemích OECD. Posledního šetření konaném během roku 2018 se zúčastnilo kolem 710 000 žáků ve věku 15 let napříč 79 zeměmi.

## Charakteristika jednotlivých okruhů

### Čtenářská gramotnost
Čtenářská gramotnost bývá definována jakožto jedincova schopnost porozumět, používat, hodnotit, reflektovat na texty za účelem dosahování vytyčených cílů, rozvoje svých znalostí či potenciálu a zároveň podílení se na chodu společnosti. Bývá testována schopnost jednotlivých studentů vyhledávat a vybírat relevantní informace. Rovněž texty bývají hodnoceny na základě kvality a věrohodnosti.

### Matematická gramotnost
Matematická gramotnost je vymezena jakožto jedincova schopnost formulovat, porozumět a používat rozličných matematických konceptů a procedur napříč jejich využitím v rámci mnoha odlišných kontextů. 

### Přírodovědná gramotnost
Přírodovědná gramotnost bývá vytyčována jakožto schopnost potýkat se vědou souvisejícími problémy. V kontextu výzkumu PISA jsou tyto problémy vztahovány nejen k osobní či lokální úrovni. Týkají se rovněž těch na národní či mezinárodní. Toto platí jak pro současné, tak je využíváno těch z minulosti. Žáci by měli znát a být schopni porozumět a vysvětlovat rozličná vědecká fakta či koncepty.

## Podoba testování
Ve svých dřívějších podobách bylo testování prováděno v papírové formě. Od roku 2015 je hlavním způsobem testování uskutečňováno s pomocí počítačů. Některé země však i při šetření pořádaném v roce 2018 zvolily netestovat své žáky v elektronické podobě. Tyto nástroje však zahrnovaly pouze součásti již dříve využívané. Nové oddíly testování byly dostupné pouze počítačovém dotazování. Testy byly rozděleny do 4 úseků, z čehož každý trval 30 minut. Bylo použita kombinace otevřených i uzavřených otázek. Následoval ještě další dotazník, na jehož vyplnění měli žáci zhruba 35 minut. Jehož cílem bylo zjistit informace o zázemí jednotlivých studentů a jejich zkušenostech se školou. Rovněž byly distribuovány dotazníky pro ředitele škol snažící se objasnit školní systém a prostředí. Některé ze zemí se rovněž rozhodli pro aplikaci volitelných dotazníků pro rodiče či učitele.

## Výstupy
Jak bylo popsáno výše, PISA se v každém cyklu více zaměřuje na jednu vybraných tematik. Důsledná analýza všech třech hlavních oblastí je tedy dostupná každých devět let. Analýza trendů je k dispozici každé tři roky. Celkově PISA poskytuje tři typy výstupů. Prvním jsou indikátory poukazující na znalosti a schopnosti studentů. Druhými jsou indikátory ukazující souvislost mezi schopnostmi žáků a různorodými demografickými, sociálními, ekonomickými i vzdělávacími proměnnými. Posledním typem výstupů jsou indikátory zaměřující se na proměny trendů.
Výsledky projektu PISA se postupem času stávají jedním z faktorů, jenž v mnohých zemí, které se na výzkumu podílejí, ovlivňuje proces vytváření vzdělávací politiky. PISA bývá pojímán jakožto nástroj, dle něhož lze měřit kvalitu školského systému. Rovněž se objevují názory, že toto šetření může pomoci lépe definovat problémy, které se v tomto systému objevují. Některá data ukazují, že tento výzkum pomáhá budovat globální standarty pro zhodnocení a rozvoj vzdělávacích systémů.